# NGC 7735
NGC 7735 is een elliptisch sterrenstelsel in het sterrenbeeld Pegasus. Het hemelobject werd op 5 september 1828 ontdekt door de Britse astronoom John Herschel.

## Synoniemen
- UGC 12744
- MCG 4-55-46
- ZWG 476.115
- PGC 72165